# فريدريك فيرنر
فريدريك فيرنر (بالألمانية: Friedrich Werner)‏ هو موسيقي ألماني، ولد في 3 أكتوبر 1621 في بيرنا في ألمانيا، وتوفي في 1660.